# 124e méridien ouest
En géographie, le 124e méridien ouest est le méridien joignant les points de la surface de la Terre dont la longitude est égale à 124° ouest.

## Géographie

### Dimensions
Comme tous les autres méridiens, la longueur du 124e méridien correspond à une demi-circonférence terrestre, soit 20 003,932 km. Au niveau de l'équateur, il est distant du méridien de Greenwich de 13 804 km,.
Avec le 56e méridien est, il forme un grand cercle passant par les pôles géographiques terrestres.

### Régions traversées
En commençant par le pôle Nord et descendant vers le sud au pôle Sud, Le 124e méridien ouest passe par:
| Coordonnées           | Pays, territoire ou mer | Notes |
| --------------------- | ----------------------- | --- |
| 90° 00′ N, 124° 00′ O | Océan Arctique          | |
| 76° 10′ N, 124° 00′ O | Mer de Beaufort         | |
| 75° 08′ N, 124° 00′ O | Détroit de McClure      | |
| 74° 24′ N, 124° 00′ O | Canada                  | Territoires du Nord-Ouest — Île Banks |
| 73° 51′ N, 124° 00′ O | Mer de Beaufort         | Baie de Burnett (en) |
| 73° 40′ N, 124° 00′ O | Canada                  | Territoires du Nord-Ouest — Île Banks |
| 71° 40′ N, 124° 00′ O | Golfe d'Amundsen        | |
| 69° 23′ N, 124° 00′ O | Canada                  | Territoires du Nord-Ouest — passe par le Grand lac de l'Ours Yukon — sur environ 7 km à partir de 60° 06′ N, 124° 00′ O, la portion la plus orientale du territoire Colombie-Britannique — à partir de 60° 00′ N, 124° 00′ O |
| 49° 33′ N, 124° 00′ O | Détroit de Géorgie      | |
| 49° 14′ N, 124° 00′ O | Canada                  | Colombie-Britannique — Île de Vancouver; passe par Nanaimo |
| 48° 24′ N, 124° 00′ O | Détroit de Juan de Fuca | |
| 48° 10′ N, 124° 00′ O | États-Unis              | Washington Oregon — à partir de 46° 16′ N, 124° 00′ O |
| 46° 12′ N, 124° 00′ O | Océan Pacifique         | Passe juste à l'ouest de la cote de l'Oregon, États-Unis |
| 45° 05′ N, 124° 00′ O | États-Unis              | Oregon Californie — à partir de 42° 00′ N, 124° 00′ O |
| 39° 59′ N, 124° 00′ O | Océan Pacifique         | |
| 60° 00′ S, 124° 00′ O | Océan Austral           | |
| 73° 34′ S, 124° 00′ O | Antarctique             | Liste des territoires non revendiqués |